# Copiocera rubriventris
Copiocera rubriventris är en insektsart som beskrevs av Marius Descamps 1984. Copiocera rubriventris ingår i släktet Copiocera och familjen gräshoppor. Inga underarter finns listade i Catalogue of Life.